# Armonici artificiali
Gli armonici artificiali sono particolari suoni che possono essere prodotti su un qualsiasi strumento a corda, in particolare sugli strumenti ad arco e sulla chitarra.

## Strumenti ad arco
Oltre agli armonici naturali, ottenuti sfiorando la corda con un qualunque dito della mano sinistra in punti stabiliti, è possibile ottenere armonici artificiali con quello che si definisce armonico di quarta: premendo una corda con il primo dito (capotasto) e sfiorandola con il quarto (posizionato ad una distanza di una quarta ascendente) si ottiene una nota armonica che risulterà trovarsi due ottave sopra la nota premuta dal primo dito. Ad esempio premendo il la sulla quarta corda e sfiorando il re sulla stessa, si ottiene un la due ottave sopra. Negli strumenti dal suono più grave, come il violoncello, il capotasto del primo dito è scomodo e più spesso sostituito dal pollice (anche nelle posizioni del manico); il dito che sfiora l'armonico artificiale in tal caso è il terzo, talvolta il quarto.

## Chitarra elettrica
Così come gli armonici naturali possono essere udibili pizzicando una corda con la mano destra e sfiorandola (senza mutarla) con la sinistra all'altezza del XII tasto (per ottenere un armonico di ottava) o del VII (o anche del XIX o VII per ottenere un armonico di quinta, IV o IX per ottenere un armonico di terza etc.), allo stesso modo gli armonici artificiali si ottengono premendo una corda con la mano sinistra su un qualsiasi tasto ed effettuando la manovra "pizzicare-sfiorare" (Armonico Pinch) con la destra - tramite una particolare tecnica - in un punto equivalente a: XII tasto (per ottenere l'ottava) + tasto premuto.
Ad esempio se si pizzica il Mi basso pigiando il III tasto si ottiene un Sol; mantenendo la posizione ed effettuando la manovra "pizzicare-sfiorare" al XII + III tasto - ovvero al XV tasto - si otterrà un armonico artificiale accordato sul Sol dell'ottava superiore.
Talvolta viene chiamato armonico artificiale il suono prodotto dalla chitarra elettrica in presenza di forti volumi di emissioni sonore. Il suono riprodotto dall'amplificatore entra in risonanza con il corpo della chitarra elettrica, innescando il cosiddetto feedback che mette in risonanza (in un loop teoricamente infinito) una o più corde dello strumento generando un suono che può essere quello proprio della corda in vibrazione oppure di una sua armonica componente.
Un esempio può essere quello ottenuto suonando su una chitarra elettrica un Sol (corda a vuoto con accordatura standard) magari utilizzando anche degli effetti di compressione e distorsione che favoriscono il fenomeno: è possibile ottenere un feedback della corda stessa - quindi un Sol - oppure si può udire un Re dell'ottava superiore (quinta).
Il risultato dipende da diversi fattori tra cui i materiali utilizzati per la fabbricazione dello strumento, il volume e le caratteristiche dell'amplificatore, l'effettistica utilizzata ed anche la posizione dello strumento rispetto al cono dell'altoparlante.